# Seznam moštev Svetovnega prvenstva v nogometu 1954
Stran zajema nogometna moštva, ki so nastopila na Svetovnem prvenstvu v nogometu leta 1954.

## Pool 1

### Brazilija
Selektor: Zezé Moreira
| Št. | Položaj | Igralec             | Datum rojstva (starost) | Nastopi | Klub          |
| --- | ------- | ------------------- | ----------------------- | ------- | ------------- |
| 1   | GK      | Castilho            |                         |         | Fluminense    |
| 2   | DF      | Djalma Santos       |                         |         | Portuguesa    |
| 3   | DF      | Nílton Santos       |                         |         | Botafogo      |
| 4   | DF      | Brandãozinho        |                         |         | Portuguesa    |
| 5   | MF      | Pinheiro            |                         |         | Fluminense    |
| 6   | MF      | Bauer               |                         |         | São Paulo FC  |
| 7   | FW      | Julinho             |                         |         | Portuguesa    |
| 8   | FW      | Didi                |                         |         | Fluminense    |
| 9   | FW      | Baltazar            |                         |         | Corinthians   |
| 10  | FW      | Pinga               |                         |         | Vasco da Gama |
| 11  | FW      | Francisco Rodrigues |                         |         | Palmeiras     |
| 12  | DF      | Paulinho            |                         |         | Vasco da Gama |
| 13  | DF      | Alfredo             |                         |         | São Paulo FC  |
| 14  | MF      | Ely                 |                         |         | Vasco da Gama |
| 15  | DF      | Mauro               |                         |         | São Paulo FC  |
| 16  | MF      | Dequinha            |                         |         | Flamengo      |
| 17  | FW      | Maurinho            |                         |         | São Paulo FC  |
| 18  | FW      | Humberto            |                         |         | Palmeiras     |
| 19  | FW      | Índio               |                         |         | Flamengo      |
| 20  | FW      | Rubens              |                         |         | Flamengo      |
| 21  | GK      | Veludo              |                         |         | Fluminense    |
| 22  | GK      | Cabeção             |                         |         | Corinthians   |

### SFRJ
Selektor: Aleksandar Tirnanić
| Št. | Položaj | Igralec              | Datum rojstva (starost) | Nastopi | Klub               |
| --- | ------- | -------------------- | ----------------------- | ------- | ------------------ |
| 1   | GK      | Vladimir Beara       |                         | 25      | Hajduk Split       |
| 2   | DF      | Branislav Stankovic  |                         | 50      | Crvena Zvezda      |
| 3   | DF      | Tomislav Crnković    |                         | 17      | Dinamo Zagreb      |
| 4   | DF      | Zlatko Čajkovski     |                         | 51      | Partizan Beograd   |
| 5   | MF      | Ivan Horvat          |                         | 43      | Dinamo Zagreb      |
| 6   | MF      | Vujadin Boškov       |                         | 22      | Vojvodina Novi Sad |
| 7   | FW      | Tihomir Ognjanov     |                         | 22      | Crvena Zvezda      |
| 8   | FW      | Rajko Mitić          |                         | 47      | Crvena Zvezda      |
| 9   | FW      | Bernard Vukas        |                         | 35      | Hajduk Split       |
| 10  | FW      | Stjepan Bobek        |                         | 53      | Partizan Beograd   |
| 11  | FW      | Branko Zebec         |                         | 22      | Partizan Beograd   |
| 12  | GK      | Branko Kralj         |                         | 0       | Dinamo Zagreb      |
| 13  | DF      | Milan Zekovic        |                         | 3       | Crvena Zvezda      |
| 14  | MF      | Lev Mantula          |                         | 0       | Dinamo Zagreb      |
| 15  | MF      | Ljubomir Spajic      |                         | 6       | Crvena Zvezda      |
| 16  | MF      | Sima Milovanov       |                         | 4       | Vojvodina Novi Sad |
| 17  | DF      | Bruno Belin          |                         | 3       | Partizan Beograd   |
| 18  | FW      | Miloš Milutinović    |                         | 8       | Partizan Beograd   |
| 19  | FW      | Zlatko Papec         |                         | 1       | Hajduk Split       |
| 20  | FW      | Dionizije Dvornic    |                         | 3       | Dinamo Zagreb      |
| 21  | FW      | Todor Veselinović    |                         | 2       | Vojvodina Novi Sad |
| 22  | FW      | Aleksandar Petaković |                         | 0       | Radnicki Beograd   |

### Francija
Selektor: Pierre Pibarot
| Št. | Položaj | Igralec                    | Datum rojstva (starost) | Nastopi | Klub                     |
| --- | ------- | -------------------------- | ----------------------- | ------- | ------------------------ |
| 1   | GK      | François Remetter          | 8. avgust 1928          | 4       | FC Metz                  |
| 2   | GK      | Cesar Jean Ruminski        | 14. junij 1924          | 7       | Lille OSC                |
| 3   | GK      | Claude Abbes               | 24. maj 1927            | 0       | AS Saint-Étienne         |
| 4   | DF      | Lazare Gianessi            | 9. november 1925        | 12      | AS Monaco FC             |
| 5   | DF      | Jacques Grimonpon          |                         | 0       | FC Girondins de Bordeaux |
| 6   | DF      | Raymond Kaelbel            | 31. januar 1932         | 0       | RC Strasbourg            |
| 7   | DF      | Roger Marche               | 4. marec 1924           | 37      | Stade de Reims           |
| 8   | MF      | Guillaume Bieganski        | 3. november 1932        | 1       | Lille OSC                |
| 9   | MF      | Antoine Cuissard           | 19. julij 1924          | 27      | OGC Nice                 |
| 10  | MF      | Robert Jonquet             | 3. maj 1925             | 26      | Stade de Reims           |
| 11  | MF      | Xercès Louis               | 31. oktober 1926        | 0       | RC Lens                  |
| 12  | MF      | Jean-Jacques Marcel        | 13. junij 1931          | 8       | FC Sochaux               |
| 13  | FW      | Abderrahmane Mahjoub       | 25. april 1929          | 2       | OGC Nice                 |
| 14  | DF      | Armand Penverne            |                         | 11      | Stade de Reims           |
| 15  | MF      | Abdelaziz Ben Tifour       | 25. julij 1927          | 1       | AS Troyes                |
| 16  | FW      | René Dereuddre             | 26. junij 1930          | 1       | Toulouse FC              |
| 17  | FW      | Léon Glovacki              | 19. februar 1928        | 3       | Stade de Reims           |
| 18  | FW      | Raymond Kopaszewski (Kopa) | 13. oktober 1931        | 13      | Stade de Reims           |
| 19  | MF      | Michel Leblond             | 10. maj 1932            | 1       | Stade de Reims           |
| 20  | FW      | Ernie Schultz              | 29. januar 1931         | 0       | Olympique de Lyon        |
| 21  | FW      | André Strappe              | 23. februar 1928        | 23      | Lille OSC                |
| 22  | FW      | Jean Vincent               | 29. november 1930       | 2       | Lille OSC                |

### Mehika
Selektor: Antonio López Herranz 
| Št. | Položaj | Igralec             | Datum rojstva (starost) | Nastopi | Klub                  |
| --- | ------- | ------------------- | ----------------------- | ------- | --------------------- |
| 1   | GK      | Antonio Carbajal    |                         | 11      | FC León               |
| 2   | DF      | Narciso López       |                         | 3       | Oro                   |
| 3   | MF      | Jorge Romo          |                         | 5       | Marte                 |
| 4   | DF      | Saturnino Martínez  |                         | 6       | Necaxa                |
| 5   | DF      | Raúl Cárdenas       |                         | 4       | CF Puebla             |
| 6   | MF      | Rafael Avalos       |                         | 3       | CF Atlante            |
| 7   | FW      | Juan Alfredo Torres |                         | 3       | CF Atlas              |
| 8   | FW      | José Naranjo        |                         | 12      | Oro                   |
| 9   | FW      | José Luis Lamadrid  |                         | 5       | Necaxa                |
| 10  | FW      | Tomás Balcázar      |                         | 9       | Chivas de Guadalajara |
| 11  | FW      | Raúl Arellano       |                         | 0       | Chivas de Guadalajara |
| 12  | GK      | Salvador Mota       |                         | 0       | CF Atlante            |
| 13  | DF      | Carlos Bravo        |                         | 6       | UANL Tigres           |
| 14  | MF      | Juan Gómez          |                         | 0       | CF Atlas              |
| 15  | FW      | Carlos Blanco       |                         | 4       | Necaxa                |
| 16  | MF      | Pedro Najera        |                         | 0       | Club América          |
| 17  | FW      | Carlos Septién      |                         | 11      | Tampico               |
| 18  | FW      | Carlos Carus        |                         | 0       | Club Toluca           |
| 19  | FW      | Moises Jinich       |                         | 1       | CF Atlante            |
| 20  | FW      | José Antonio Roca   |                         | 7       | Zacatapec             |
| 21  | MF      | Mario Ochoa         |                         | 5       | Marte                 |
| 22  | FW      | Ranulfo Cortes      |                         | 0       | Oro                   |

## Pool 2

### Madžarska
Selektor: Gusztáv Sebes
| Št. | Položaj | Igralec          | Datum rojstva (starost) | Nastopi | Klub               |
| --- | ------- | ---------------- | ----------------------- | ------- | ------------------ |
| 1   | GK      | Gyula Grosics    |                         |         | Budapest-Honvéd FC |
| 2   | DF      | Jenő Buzánszky   |                         |         | Dorogi Bányász     |
| 3   | MF      | Gyula Loránt     |                         |         | Budapest-Honvéd FC |
| 4   | DF      | Mihály Lantos    |                         |         | MTK Hungária FC    |
| 5   | DF      | József Bozsik    |                         |         | Budapest-Honvéd FC |
| 6   | MF      | József Zakariás  |                         |         | MTK Hungária FC    |
| 7   | FW      | József Tóth      |                         |         | Csepel SC          |
| 8   | FW      | Sándor Kocsis    |                         |         | Budapest-Honvéd FC |
| 9   | FW      | Nándor Hidegkuti |                         |         | MTK Hungária FC    |
| 10  | FW      | Ferenc Puskás    |                         |         | Budapest-Honvéd FC |
| 11  | FW      | Zoltán Czibor    |                         |         | Budapest-Honvéd FC |
| 12  | DF      | Béla Kárpáti     |                         |         | Rába ETO Győr      |
| 13  | DF      | Pál Várhidy      |                         |         | Újpesti Dózsa      |
| 14  | MF      | Imre Kovács      |                         |         | MTK Hungária FC    |
| 15  | MF      | Ferenc Szojka    |                         |         | Salgótarjáni BTC   |
| 16  | FW      | László Budai     |                         |         | Budapest-Honvéd FC |
| 17  | FW      | Ferenc Machos    |                         |         | Budapest-Honvéd FC |
| 18  | FW      | Lajos Csordás    |                         |         | Vasas SC           |
| 19  | FW      | Péter Palotás    |                         |         | MTK Hungária FC    |
| 20  | FW      | Mihály Tóth      |                         |         | Újpesti Dózsa      |
| 21  | GK      | Sándor Gellér    |                         |         | MTK Hungária FC    |
| 22  | GK      | Géza Gulyás      |                         |         | Budapesti Kinizsi  |

### Zahodna Nemčija
Selektor: Sepp Herberger
| Št. | Položaj | Igralec            | Datum rojstva (starost) | Nastopi | Klub                 |
| --- | ------- | ------------------ | ----------------------- | ------- | -------------------- |
| 1   | GK      | Toni Turek         |                         | 13      | Fortuna Düsseldorf   |
| 2   | DF      | Fritz Laband       |                         | 1       | Hamburger SV         |
| 3   | DF      | Werner Kohlmeyer   |                         | 12      | 1. FC Kaiserslautern |
| 4   | DF      | Hans Bauer         |                         | 2       | Bayern München       |
| 5   | DF      | Herbert Erhardt    |                         | 1       | SpVgg Fürth          |
| 6   | DF      | Horst Eckel        |                         | 8       | 1. FC Kaiserslautern |
| 7   | MF      | Josef Posipal      |                         | 15      | Hamburger SV         |
| 8   | MF      | Karl Mai           |                         | 3       | SpVgg Fürth          |
| 9   | MF      | Paul Mebus         |                         | 5       | 1. FC Köln           |
| 10  | MF      | Werner Liebrich    |                         | 2       | 1. FC Kaiserslautern |
| 11  | FW      | Karl-Heinz Metzner |                         | 2       | KSV Hessen Kassel    |
| 12  | FW      | Helmut Rahn        |                         | 9       | Rot-Weiss Essen      |
| 13  | FW      | Max Morlock        |                         | 12      | 1. FC Nürnberg       |
| 14  | FW      | Bernhard Klodt     |                         | 6       | FC Schalke 04        |
| 15  | FW      | Ottmar Walter      |                         | 11      | 1. FC Kaiserslautern |
| 16  | FW      | Fritz Walter       |                         | 38      | 1. FC Kaiserslautern |
| 17  | FW      | Richard Herrmann   |                         | 7       | FSV Frankfurt        |
| 18  | MF      | Ulrich Biesinger   |                         | 0       | BC Augsburg          |
| 19  | FW      | Alfred Pfaff       |                         | 1       | Eintracht Frankfurt  |
| 20  | FW      | Hans Schäfer       |                         | 5       | 1. FC Köln           |
| 21  | GK      | Heinz Kubsch       |                         | 1       | FK Pirmasens         |
| 22  | GK      | Heinz Kwiatkowski  |                         | 0       | Borussia Dortmund    |

### Turčija
Selektor: Sandro Puppo 
| Št. | Položaj | Igralec                 | Datum rojstva (starost) | Nastopi | Klub            |
| --- | ------- | ----------------------- | ----------------------- | ------- | --------------- |
| 1   | GK      | Turgay Şeren            |                         | 11      | Galatasaray     |
| 2   | DF      | Bolati Rıdvan           |                         | 2       | Ankaragücü GK   |
| 3   | DF      | Dirimlili Basri         |                         | 3       | Fenerbahçe SK   |
| 4   | DF      | Mustafa Ertan           |                         | 4       | Ankaragücü GK   |
| 5   | MF      | Çetin Zeybek            |                         | 2       | Kasımpaşa SK    |
| 6   | MF      | Iazk Sertyol Rober      |                         | 5       | Galatasaray     |
| 7   | FW      | Erol Keskin             |                         | 1       | Adalet Istanbul |
| 8   | FW      | Mamat İsmail Suat       |                         | 2       | Galatasaray     |
| 9   | FW      | Bugeker İsmail Feridun  |                         | 3       | Fenerbahçe SK   |
| 10  | FW      | Sargin Burhan           |                         | 5       | Fenerbahçe SK   |
| 11  | FW      | Lefter Küçükandonyadis  |                         | 3       | Fenerbahçe SK   |
| 12  | GK      | Şükrü Ersoy             |                         | 3       | Ankaragücü GK   |
| 13  | DF      | Bülent Eken             |                         | 11      | Galatasaray     |
| 14  | DF      | Ali Beratligil          |                         | 2       | Galatasaray     |
| 15  | MF      | Mehmet Dinçer           |                         | 0       | Fenerbahçe SK   |
| 16  | DF      | Gunar Doan Nedim        |                         | 0       | Fenerbahçe SK   |
| 17  | DF      | Erdem Mehmet Naci       |                         | 0       | Fenerbahçe SK   |
| 18  | DF      | Kaçmaz Akgün            |                         | 1       | Ankaragücü GK   |
| 19  | DF      | Ahmet Berman            |                         | 0       | Besiktas        |
| 20  | FW      | Onariçi Necmi Necmettin |                         | 0       | Adalet Istanbul |
| 21  | FW      | Aytaç Kadri             |                         | 0       | Galatasaray     |
| 22  | FW      | Pas Coşkun              |                         | 2       | Ankaragücü GK   |

### Južna Koreja
Selektor: Kim Young-Sik
| Št. | Položaj | Igralec         | Datum rojstva (starost) | Nastopi | Klub               |
| --- | ------- | --------------- | ----------------------- | ------- | ------------------ |
| 1   | GK      | Hong Duk Yung   |                         |         | Seoul Army Club    |
| 2   | DF      | Park Kyu Jong   |                         |         | Seoul Army Club    |
| 3   | DF      | Park Jae Seung  |                         |         | Seoul Army Club    |
| 4   | MF      | Kang Chang Gi   |                         |         | Seoul Army Club    |
| 5   | MF      | Lee Sang-Yi     |                         |         | Seoul Army Club    |
| 6   | DF      | Min Byung Dae   |                         |         | Anyang LG Cheetahs |
| 7   | FW      | Lee Soo Nam     |                         |         | Seoul Army Club    |
| 8   | FW      | Choi Jung Mih   |                         |         | Seoul Army Club    |
| 9   | FW      | Woo Sang Gwoon  |                         |         | Seoul Army Club    |
| 10  | FW      | Sung Nak Woon   |                         |         | Seoul Army Club    |
| 11  | MF      | Chung Nam Sick  |                         |         | Seoul Army Club    |
| 12  | GK      | Ham Heung-Chul  |                         |         | Seoul Army Club    |
| 13  | DF      | Lee Jong Kap    |                         |         | Wonjoo             |
| 14  | DF      | Han Chang Wha   |                         |         | Seoul Army Club    |
| 15  | MF      | Kim Ji Sung     |                         |         | Seoul Army Club    |
| 16  | MF      | Chu Young Kwang |                         |         | Seoul Army Club    |
| 17  | FW      | Park Il Kap     |                         |         | Seoul Army Club    |
| 18  | FW      | Choi Young Keun |                         |         | Seoul Army Club    |
| 19  | FW      | Lee Gi Choo     |                         |         | Pusan University   |
| 20  | FW      | Chung Kook Chin |                         |         | Wonsan University  |

## Pool 3

### Urugvaj
Selektor: Manuel Solis
| Št. | Položaj | Igralec                  | Datum rojstva (starost) | Nastopi | Klub                      |
| --- | ------- | ------------------------ | ----------------------- | ------- | ------------------------- |
| 1   | GK      | Roque Máspoli            |                         |         | C.A. Peñarol              |
| 2   | DF      | José Santamaria          |                         |         | Club Nacional de Football |
| 3   | DF      | William Ruben Martinez   |                         |         | Rampla Juniors            |
| 4   | DF      | Victor Rodriguez Andrade |                         |         | C.A. Peñarol              |
| 5   | MF      | Obdulio Varela           |                         |         | C.A. Peñarol              |
| 6   | MF      | Roberto Rafael Leopardi  |                         |         | Club Nacional de Football |
| 7   | FW      | Julio Cesar Abbadie      |                         |         | C.A. Peñarol              |
| 8   | FW      | Juan Eduardo Hohberg     |                         |         | C.A. Peñarol              |
| 9   | FW      | Omar Oscar Míguez        |                         |         | C.A. Peñarol              |
| 10  | FW      | Juan Alberto Schiaffino  |                         |         | C.A. Peñarol              |
| 11  | FW      | Carlos Ariel Borges      |                         |         | C.A. Peñarol              |
| 12  | GK      | Julio Cesar Maceiras     |                         |         | Danubio F.C.              |
| 13  | DF      | Mirto Davoine            |                         |         | C.A. Peñarol              |
| 14  | DF      | Eusebio Ramon Tejera     |                         |         | Defensor Sporting Club    |
| 15  | MF      | Urbano Rivera            |                         |         | Danubio F.C.              |
| 16  | MF      | Nestor Carballo          |                         |         | Club Nacional de Football |
| 17  | MF      | Luis Alberto Cruz        |                         |         | Club Nacional de Football |
| 18  | FW      | Rafael Arturo Souto      |                         |         | Club Nacional de Football |
| 19  | FW      | Javier Ambrois           |                         |         | Club Nacional de Football |
| 20  | FW      | Omar Pedro Mendez        |                         |         | Club Nacional de Football |
| 21  | FW      | Julio Gervasio Perez     |                         |         | Club Nacional de Football |
| 22  | FW      | Luis Ernesto Castro      |                         |         | Club Libertad Asunción    |

### Avstrija
Selektor: Walter Nausch
| Št. | Položaj | Igralec            | Datum rojstva (starost) | Nastopi | Klub             |
| --- | ------- | ------------------ | ----------------------- | ------- | ---------------- |
| 1   | GK      | Kurt Schmied       |                         |         | First Vienna FC  |
| 2   | DF      | Gerhard Hanappi    |                         |         | Rapid Wien       |
| 3   | MF      | Ernst Happel       |                         |         | Rapid Wien       |
| 4   | DF      | Leopold Barschandt |                         |         | Wiener Sportclub |
| 5   | DF      | Ernst Ocwirk       |                         |         | Austria Wien     |
| 6   | MF      | Karl Koller        |                         |         | First Vienna FC  |
| 7   | FW      | Robert Korner      |                         |         | Rapid Wien       |
| 8   | DF      | Walter Schleger    |                         |         | Austria Wien     |
| 9   | FW      | Theodor Wagner     |                         |         | Wacker Wien      |
| 10  | FW      | Erich Probst       |                         |         | Rapid Wien       |
| 11  | FW      | Alfred Körner      |                         |         | Rapid Wien       |
| 12  | MF      | Karl Stotz         |                         |         | Austria Wien     |
| 13  | MF      | Walter Kollmann    |                         |         | Wacker Wien      |
| 14  | MF      | Karl Giesser       |                         |         | Rapid Wien       |
| 15  | GK      | Franz Pelikan      |                         |         | Wacker Wien      |
| 16  | GK      | Walter Zeman       |                         |         | Rapid Wien       |
| 17  | MF      | Alfred Teinitzer   |                         |         | Linzer ASK       |
| 18  | MF      | Johann Riegler     |                         |         | Rapid Wien       |
| 19  | FW      | Robert Dienst      |                         |         | Rapid Wien       |
| 20  | DF      | Paul Halla         |                         |         | Rapid Wien       |
| 21  | FW      | Ernst Stojaspal    |                         |         | Austria Wien     |
| 22  | FW      | Walter Haumer      |                         |         | Wacker Wien      |

### Češkoslovaška
Selektor: Jaroslav Cejp
| Št. | Položaj | Igralec            | Datum rojstva (starost) | Nastopi | Klub                   |
| --- | ------- | ------------------ | ----------------------- | ------- | ---------------------- |
| 1   | GK      | Theodor Reimann    |                         |         | Slovan Bratislava      |
| 2   | DF      | František Šafránek |                         |         | ÚDA Praha              |
| 3   | MF      | Svatopluk Pluskal  |                         |         | ÚDA Praha              |
| 4   | DF      | Ladislav Novák     |                         |         | ÚDA Praha              |
| 5   | DF      | Jiří Trnka         |                         |         | ÚDA Praha              |
| 6   | MF      | Michal Benedikovič |                         |         | Slovan Bratislava      |
| 7   | FW      | Ladislav Hlaváček  |                         |         | ÚDA Praha              |
| 8   | FW      | Otokar Hemele      |                         |         | ÚDA Praha              |
| 9   | FW      | Anton Malatinský   |                         |         | Baník Handlová         |
| 10  | FW      | Emil Pažický       |                         |         | Slovan Bratislava      |
| 11  | FW      | Jiří Pešek         |                         |         | Spartak Praha Sokolovo |
| 12  | DF      | Anton Krásnohorský |                         |         | Iskra Žilina           |
| 13  | MF      | Jiří Hledík        |                         |         | Křídla vlasti Olomouc  |
| 14  | MF      | Jan Hertl          |                         |         | ÚDA Praha              |
| 15  | FW      | Ladislav Kačáni    |                         |         | CH Bratislava          |
| 16  | MF      | Zdeněk Procházka   |                         |         | Spartak Praha Sokolovo |
| 17  | FW      | Tadeáš Kraus       |                         |         | Křídla vlasti Olomouc  |
| 18  | FW      | Josef Majer        |                         |         | Baník Kladno           |
| 19  | FW      | Jaroslav Košnar    |                         |         | CH Bratislava          |
| 20  | FW      | Kazimír Gajdoš     |                         |         | Tatran Prešov          |
| 21  | GK      | Imrich Stacho      |                         |         | Tankista Praha         |
| 22  | GK      | Viliam Schrojf     |                         |         | Křídla vlasti Olomouc  |

### Škotska
Selektor: Andy Beattie (odstopil po prvi tekmi; zamenjal ga je selektorski odbor)
| Št. | Položaj | Igralec                       | Datum rojstva (starost) | Nastopi | Klub                    |
| --- | ------- | ----------------------------- | ----------------------- | ------- | ----------------------- |
| 1   | GK      | Fred Martin                   |                         |         | Aberdeen F.C.           |
| 2   | DF      | William Carruthers Cunningham |                         |         | Preston North End F.C.  |
| 3   | DF      | John Aird                     |                         |         | Burnley F.C.            |
| 4   | DF      | Robert Evans                  |                         |         | Celtic F.C.             |
| 5   | DF      | Tommy Docherty                |                         |         | Preston North End F.C.  |
| 6   | MF      | James Anderson Davidson       |                         |         | Partick Thistle F.C.    |
| 7   | MF      | Douglas Cowie                 |                         |         | Dundee F.C.             |
| 8   | FW      | John Archie McKenzie          |                         |         | Partick Thistle F.C.    |
| 9   | FW      | George Hamilton               |                         |         | Aberdeen F.C.           |
| 10  | FW      | Allan Duncan Brown            |                         |         | Blackpool F.C.          |
| 11  | FW      | Neil Mochan                   |                         |         | Celtic F.C.             |
| 12  | FW      | William Fernie                |                         |         | Celtic F.C.             |
| 13  | FW      | William Esplin Ormond         |                         |         | Hibernian F.C.          |
| 14  | GK      | John Anderson*                |                         |         | Leicester City F.C.     |
| 15  | FW      | Bobby Johnstone*              |                         |         | Hibernian F.C.          |
| 16  | FW      | Jackie Henderson*             |                         |         | Portsmouth F.C.         |
| 17  | MF      | David Cochrane Mathers*       |                         |         | Partick Thistle F.C.    |
| 18  | DF      | Alex Wilson*                  |                         |         | Portsmouth F.C.         |
| 19  | FW      | Ian Binning*                  |                         |         | Queen of the South F.C. |
| 20  | FW      | Bobby Combe*                  |                         |         | Hibernian F.C.          |
| 21  | FW      | Ernie Copland*                |                         |         | Raith Rovers F.C.       |
| 22  | FW      | John Livingstone McMillan*    |                         |         | Airdrieonians F.C.      |

## Pool 4

### Anglija
Selektor: Walter Winterbottom
| Št. | Položaj | Igralec          | Datum rojstva (starost) | Nastopi | Klub                    |
| --- | ------- | ---------------- | ----------------------- | ------- | ----------------------- |
| 1   | GK      | Gil Merrick      |                         | 20      | Birmingham City         |
| 2   | DF      | Ron Staniforth   |                         | 3       | Huddersfield Town       |
| 3   | DF      | Roger Byrne      |                         | 3       | Manchester United       |
| 4   | DF      | Billy Wright     |                         | 58      | Wolverhampton Wanderers |
| 5   | MF      | Syd Owen         |                         | 2       | Luton Town              |
| 6   | MF      | Jimmy Dickinson  |                         | 35      | Portsmouth              |
| 7   | FW      | Stanley Matthews |                         | 36      | Blackpool               |
| 8   | FW      | Ivor Broadis     |                         | 11      | Newcastle United        |
| 9   | FW      | Nat Lofthouse    |                         | 19      | Bolton Wanderers        |
| 10  | FW      | Tommy Taylor     |                         | 3       | Manchester United       |
| 11  | FW      | Tom Finney       |                         | 51      | Preston North End       |
| 12  | GK      | Ted Burgin       |                         | 0       | Sheffield United        |
| 13  | DF      | Ken Green        |                         | 0       | Birmingham City         |
| 14  | MF      | Bill McGarry     |                         | 0       | Huddersfield Town       |
| 15  | FW      | Dennis Wilshaw   |                         | 1       | Wolverhampton Wanderers |
| 16  | MF      | Albert Quixall   |                         | 3       | Sheffield Wednesday     |
| 17  | FW      | Jimmy Mullen     |                         | 11      | Wolverhampton Wanderers |
| 18  | DF      | Allenby Chilton* |                         | 2       | Manchester United       |
| 19  | MF      | Ken Armstrong*   |                         | 0       | Chelsea                 |
| 20  | MF      | Bedford Jezzard* |                         | 1       | Fulham                  |
| 21  | MF      | Johnny Haynes*   |                         | 0       | Fulham                  |
| 22  | FW      | Harry Hooper*    |                         | 0       | West Ham United         |

### Švica
Selektor: Karl Rappan

### Italija
Selektor: Lajos Czeizler
| Št. | Položaj | Igralec              | Datum rojstva (starost) | Nastopi | Klub                       |
| --- | ------- | -------------------- | ----------------------- | ------- | -------------------------- |
| 1   | GK      | Giorgio Ghezzi       |                         |         | Internazionale Milano F.C. |
| 2   | DF      | Guido Vincenzi       |                         |         | Internazionale Milano F.C. |
| 3   | DF      | Giovanni Giacomazzi  |                         |         | Internazionale Milano F.C. |
| 4   | DF      | Maino Neri           |                         |         | Internazionale Milano F.C. |
| 5   | MF      | Omero Tognon         |                         |         | A.C. Milan                 |
| 6   | MF      | Fulvio Nesti         |                         |         | Internazionale Milano F.C. |
| 7   | FW      | Hermes Muccinelli    |                         |         | Juventus F.C.              |
| 8   | FW      | Egisto Pandolfini    |                         |         | A.S. Roma                  |
| 9   | FW      | Carlo Galli          |                         |         | A.S. Roma                  |
| 10  | FW      | Gino Cappello        |                         |         | Bologna F.C. 1909          |
| 11  | FW      | Benito Lorenzi       |                         |         | Internazionale Milano F.C. |
| 12  | GK      | Giovanni Viola       |                         |         | Juventus F.C.              |
| 13  | DF      | Ardico Magnini       |                         |         | ACF Fiorentina             |
| 14  | DF      | Sergio Cervato       |                         |         | ACF Fiorentina             |
| 15  | DF      | Giacomo Mari         |                         |         | Juventus F.C.              |
| 16  | MF      | Rino Ferrario        |                         |         | Juventus F.C.              |
| 17  | FW      | Armando Segato       |                         |         | ACF Fiorentina             |
| 18  | MF      | Gino Pivatelli       |                         |         | Bologna F.C. 1909          |
| 19  | FW      | Giampiero Boniperti  |                         |         | Juventus F.C.              |
| 20  | MF      | Guido Gratton        |                         |         | ACF Fiorentina             |
| 21  | FW      | Amleto Frignani      |                         |         | A.C. Milan                 |
| 22  | GK      | Leonardo Costagliola |                         |         | ACF Fiorentina             |

### Belgija
Selektor: Dugald Livingstone
| Št. | Položaj | Igralec                | Datum rojstva (starost) | Nastopi | Klub                   |
| --- | ------- | ---------------------- | ----------------------- | ------- | ---------------------- |
| 1   | GK      | Léopold Gernaey        |                         | 7       | K.V. Oostende          |
| 2   | DF      | Marcel Dries           |                         | 7       | Berchem Sport          |
| 3   | DF      | Alfons Van Brandt      |                         | 18      | Lierse                 |
| 4   | DF      | Constant Huysmans      |                         | 5       | KV Beerschot Antwerpen |
| 5   | MF      | Louis Carré            |                         | 39      | Royal FC Liegeois      |
| 6   | MF      | Victor Mees            |                         | 31      | Royal Antwerp FC       |
| 7   | MF      | Jef Vliers             |                         | 0       | Royal Beerschot AC     |
| 8   | FW      | Denis Houf             |                         | 0       | Standard Liège         |
| 9   | FW      | Rik Coppens            |                         | 32      | Royal Beerschot AC     |
| 10  | FW      | Pol Anoul              |                         | 45      | Royal FC Liegeois      |
| 11  | FW      | Jef Mermans            |                         | 45      | Anderlecht             |
| 12  | GK      | Charles Geerts         |                         | 0       | KV Beerschot Antwerpen |
| 13  | DF      | Henri Dirickx          |                         | 13      | Union St. Gilloise     |
| 14  | MF      | Robert Van Kerckhoven  |                         | 5       | Daring Club            |
| 15  | FW      | Hippolyte Vanden Bosch |                         | 2       | Anderlecht             |
| 16  | FW      | Piet Vanden Bossche    |                         | 0       | Anderlecht             |
| 17  | GK      | Raymond Ausloos        |                         | 0       | White Star             |
| 18  | DF      | Jef Van Der Linden     |                         | 0       | Royal Antwerp FC       |
| 19  | MF      | Jo Backaert            |                         | 0       | Charleroi SC           |
| 20  | MF      | Robert Maertens        |                         | 11      | Royal Antwerp FC       |
| 21  | MF      | Jean Van Steen         |                         | 5       | Anderlecht             |
| 22  | FW      | Luc Van Hoywegen       |                         | 0       | Daring Club            |

- Opomba*: Seznami moštva zajemajo tudi rezerve, zamenjave in predhodno izbrane igralci, ki so lahko sodelovali v kvalifikacijah, lahko pa potem niso

nastopili v finalu.